# Красний провулок
Красний провулок (поширений варіант Красна вулиця є неправильним) — одна із вулиць Одеси, розташована в історичному центрі. Бере початок від вулиці Дерибасівської і закінчується вулицею Ніни Строкатої, перетинаючи Грецьку вулицю. Провулок іде вздовж Грецької площі.
Провулок можна вважати одним із найстаріших у місті. Так, ще за існування поселення Хаджибей на ділянці по Грецькій вулиці між Грецькою площею і Європейської вулиці, існувало середньовічне мусульманське кладовище. Забудова вулиці була розпочата разом із Грецькою площею, при цьому до 1804 року провулком забудовувався лише непарний бік.
Вперше свою назву провулок дістав у 1820 році, при цьому згадувався водночас як Грецький провулок, і як Красний (вживання в українській мові назви Червоний є неправильним). Наприкінці 19-го століття ці назви існували роздільно, використовуючись для різних кварталів: Грецький провулок — від Дерибасівської до Грецької вулиці, і Красний — від Грецької до Поліцейської. Однак у переважній більшості ці поняття не розділялися. Певний час, у 1850-х роках, для вулиці використовувалася назва провулок Шмідта, або Шмідтівський, в честь відомого одеського аптекаря, титульного радника фон Шмідта, який володів будинком у провулку у 1811 році.
Із приходом до влади комуністів провулок кілька разів змінив назву. Спочатку, у 1938 році, його назвали пров. МЮД, в честь міжнародного дня юнацтва, який був призначений на вересень місяць рішенням Бернської міжнародної конвенції соціалістичної молоді у 1915 році. Однак під час Другої Світової війни назву Красний провулок повернули, і вона і далі залишилася до сьогодні.

## Галерея

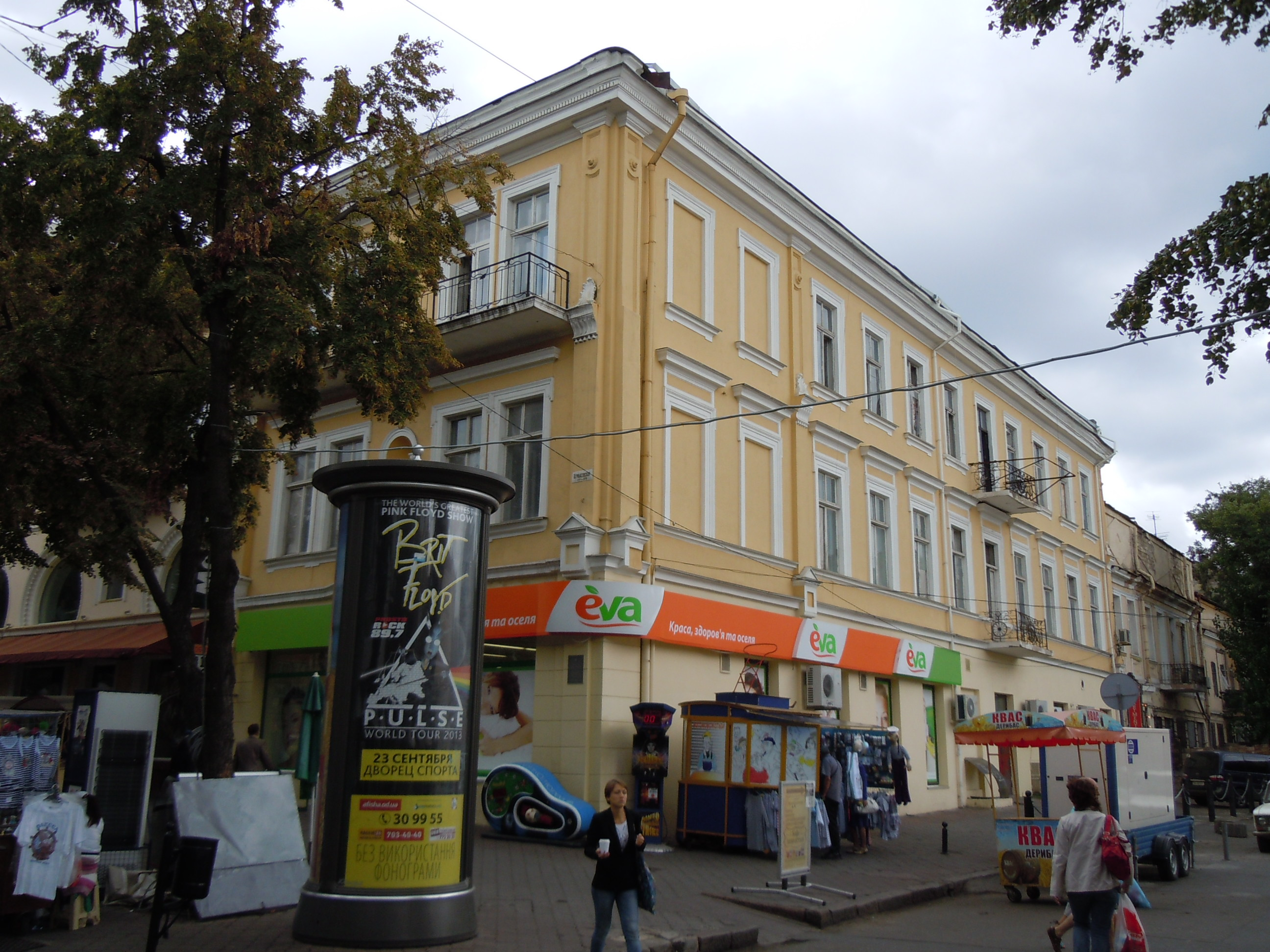
Початок провулку на розі із Дерибасівською. Будинок Мангубі.
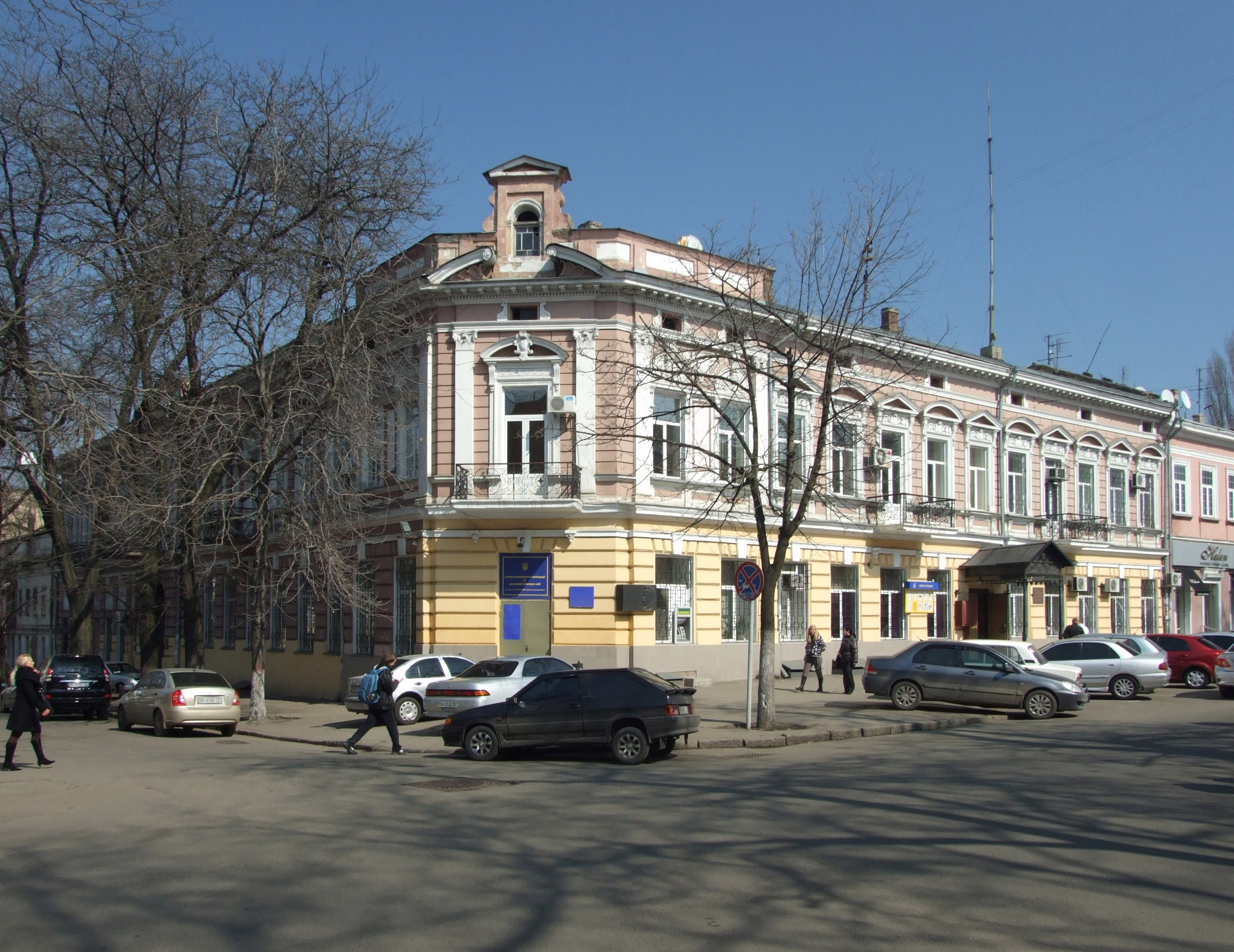
На перетині із вул. Грецькою
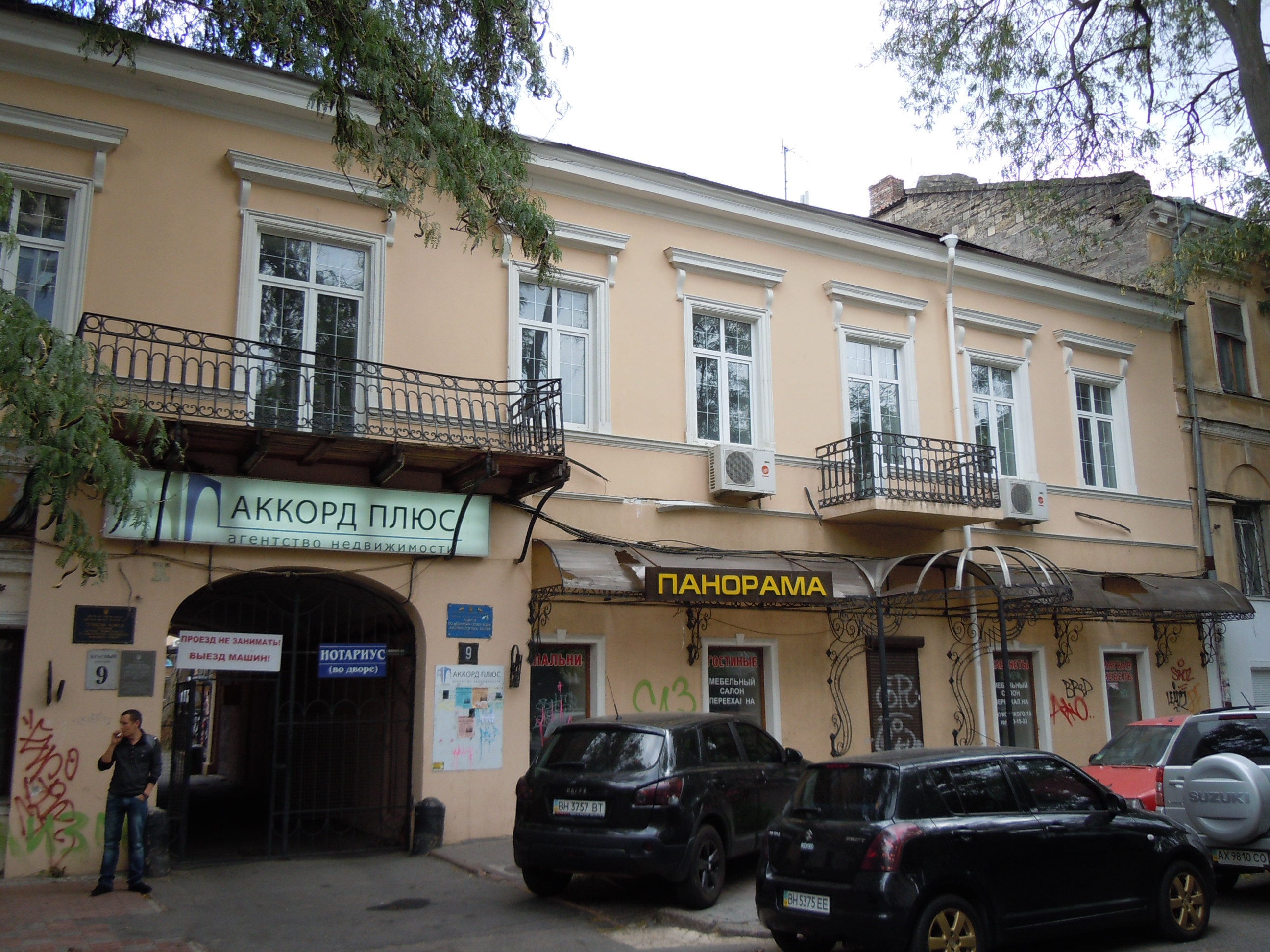
Будинок Кріона-Папа-Ніколи, колись із тютюновою фабрикою (пров. Красний, 9).
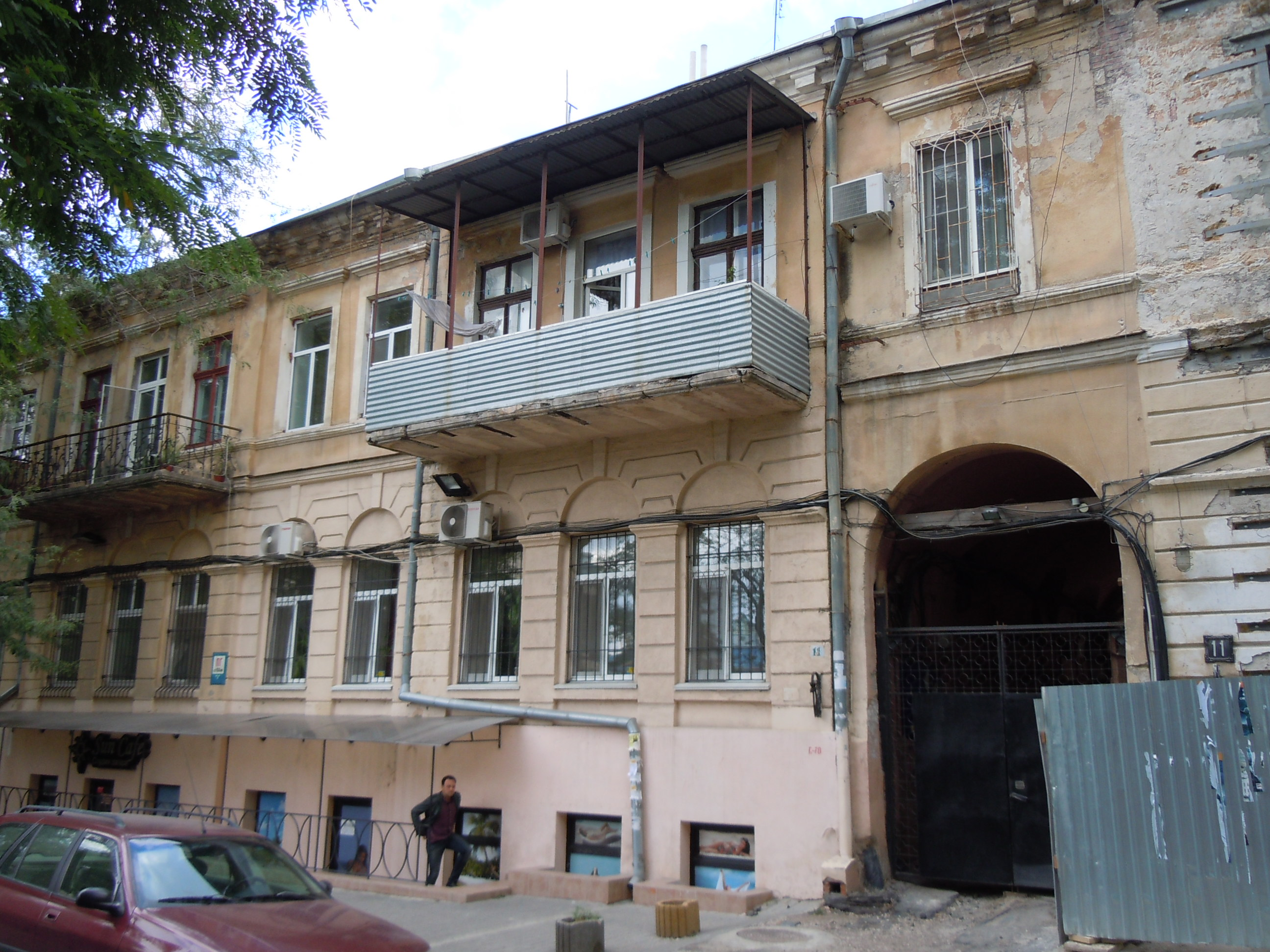
Будинок Нітче (Красний пров., 11 на розі із вул. Ніни Строкатої)
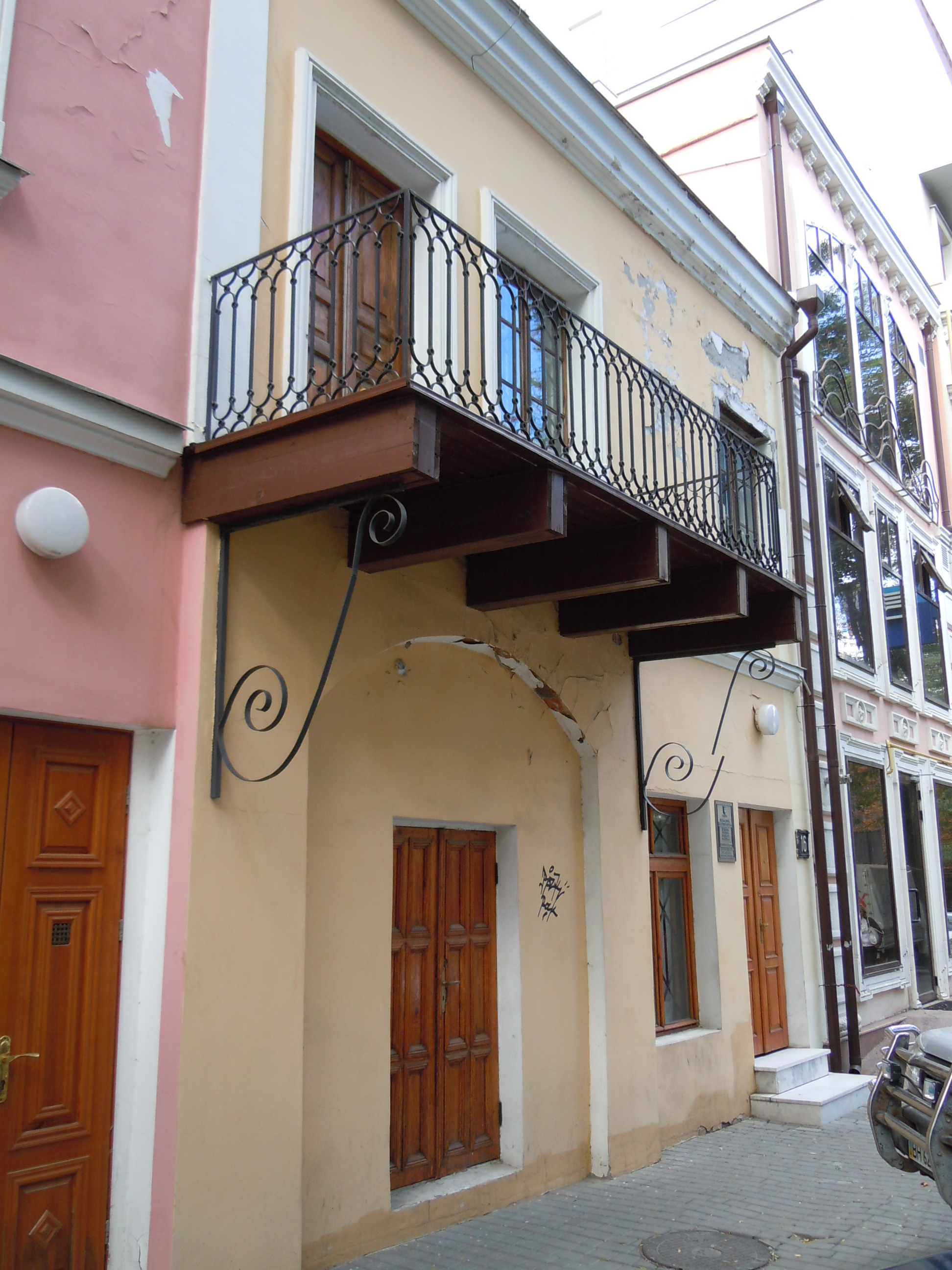
Будинок Кіслова (пров. Красний, 16 / Грецька пл., 15).
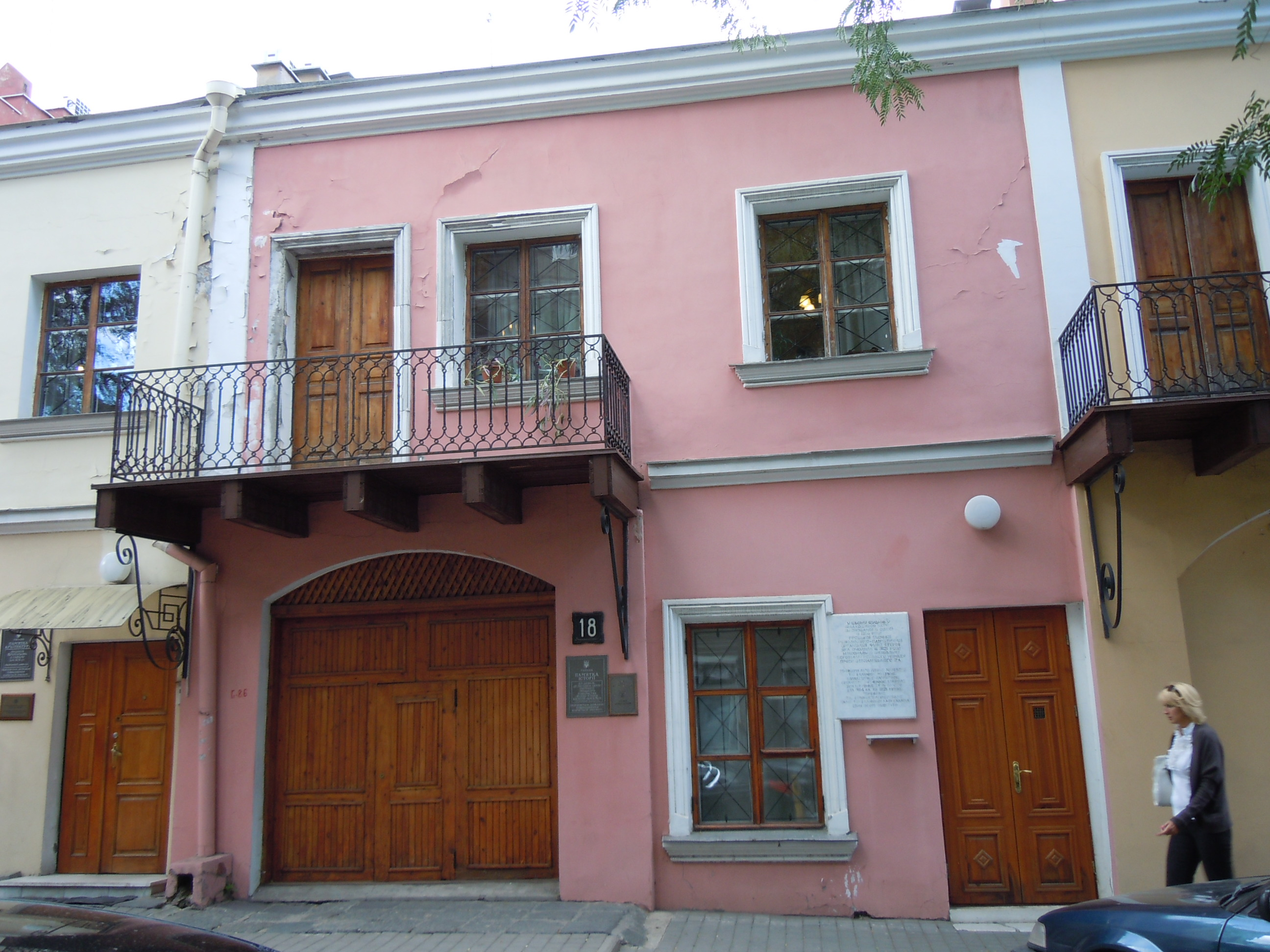
Будинок «Філікі Етерія» (пров. Красний, 18 / Грецька пл., 17).
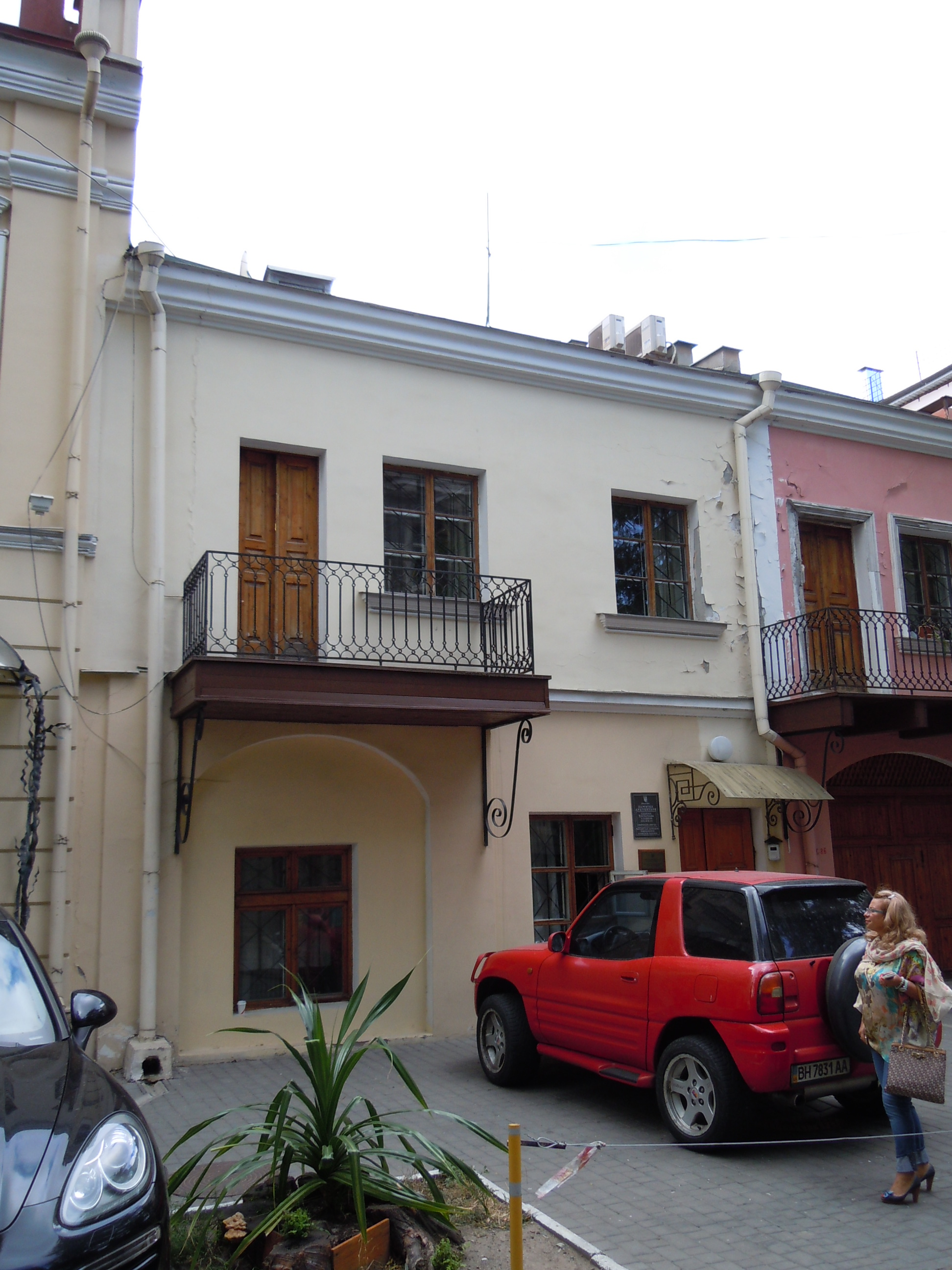
Будинок Крамарьова (пров. Красний, 20 / Грецька пл., 19).
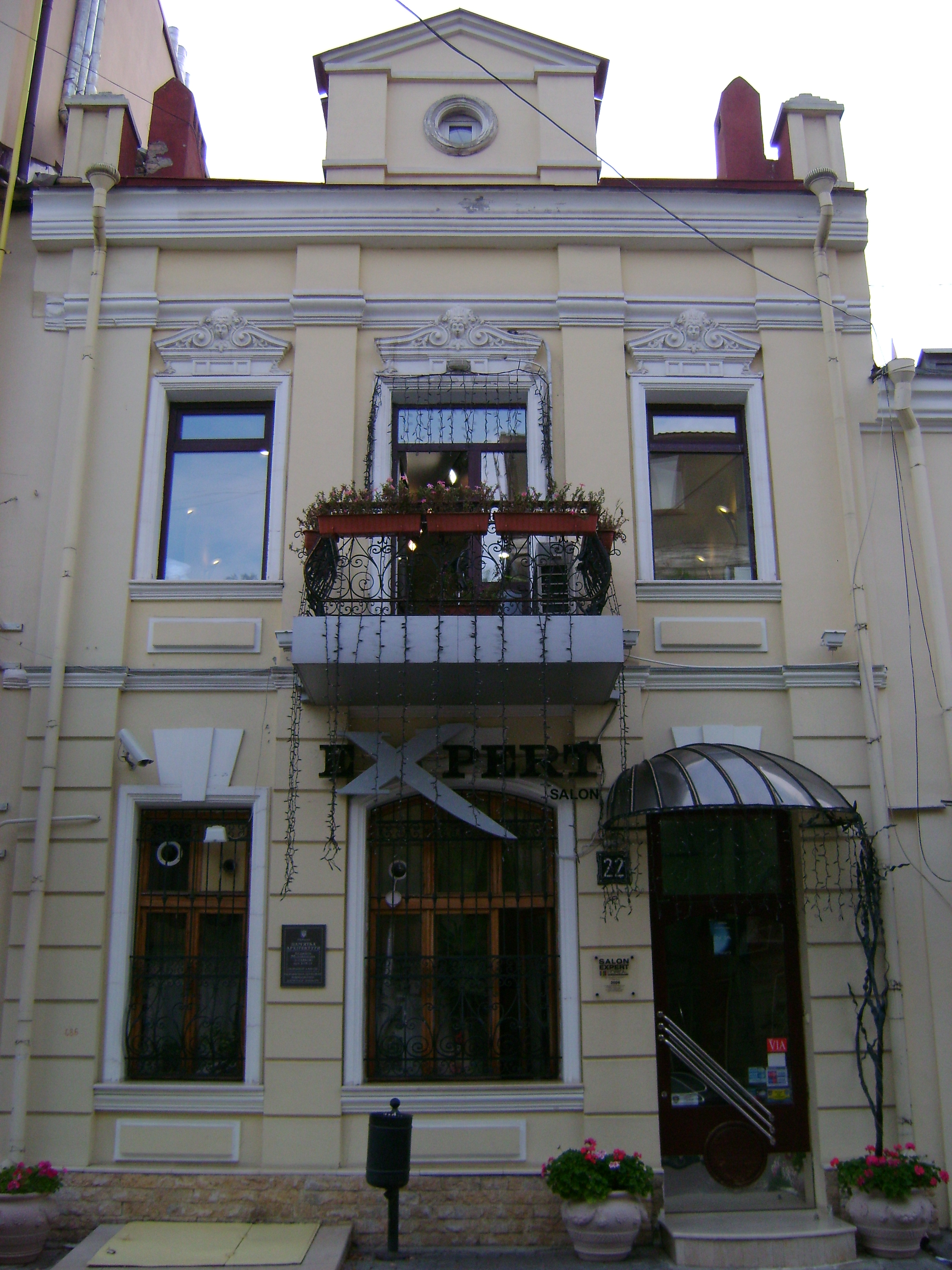
Будинок Мілованова (пров. Красний, 22 / Грецька пл., 21).